# Festivalul Internațional din Philadelphia pentru homosexuali și lesbiene
Festivalul Internațional din Philadelphia pentru homosexuali și lesbiene a fost fondat în Philadelphia, Pennsylvania de către TLA Entertainment Group în 1995. Evenimentul este al treilea festival gay ca mărime în Statele Unite, și cel mai mare pe coaste de Est. 
Acesta are loc în fiecare an în iulie și ține două săptămâni.